# Lau Mulder
Laurens Siebrand "Lau" Mulder  (Jakarta, Nizozemska Istočna Indija, 7. srpnja 1927. – Uithoorn, Nizozemska, 29. siječnja 2006.) je bivši nizozemski hokejaš na travi. 
Rodio se u Indoneziji 1927., dok je bila Nizozemskom Istočnom Indijom.
Osvojio je srebrno odličje na hokejaškom turniru na Olimpijskim igrama 1952. u Helsinkiju igrajući za Nizozemsku. Na turniru je odigrao sva tri susreta. U tom je vremenu igrao za klub iz Amsterdama, AH&BC.
Umro je 2006. godine.

## Vanjske poveznice
- Profil na Sports-Reference.com  Arhivirana inačica izvorne stranice od 14. prosinca 2012. (Wayback Machine)